# Remo Brindisi
 (novembre 2023).
La mise en forme du texte ne suit pas les recommandations de Wikipédia : il faut le « wikifier ».
Les points d'amélioration suivants sont les cas les plus fréquents. Le détail des points à revoir est peut-être précisé sur la page de discussion.
- Les titres sont pré-formatés par le logiciel. Ils ne sont ni en capitales, ni en gras.
- Le texte ne doit pas être écrit en capitales (les noms de famille non plus), ni en gras, ni en italique, ni en « petit »…
- Le gras n'est utilisé que pour surligner le titre de l'article dans l'introduction, une seule fois.
- L'italique est rarement utilisé : mots en langue étrangère, titres d'œuvres, noms de bateaux, etc.
- Les citations ne sont pas en italique mais en corps de texte normal. Elles sont entourées par des guillemets français : « et ».
- Les listes à puces sont à éviter, des paragraphes rédigés étant largement préférés. Les tableaux sont à réserver à la présentation de données structurées (résultats, etc.).
- Les appels de note de bas de page (petits chiffres en exposant, introduits par l'outil «  Source ») sont à placer entre la fin de phrase et le point final[comme ça].
- Les liens internes (vers d'autres articles de Wikipédia) sont à choisir avec parcimonie. Créez des liens vers des articles approfondissant le sujet. Les termes génériques sans rapport avec le sujet sont à éviter, ainsi que les répétitions de liens vers un même terme.
- Les liens externes sont à placer uniquement dans une section « Liens externes », à la fin de l'article. Ces liens sont à choisir avec parcimonie suivant les règles définies. Si un lien sert de source à l'article, son insertion dans le texte est à faire par les notes de bas de page.
- La présentation des références doit suivre les conventions bibliographiques. Il est recommandé d'utiliser les modèles {{Ouvrage}}, {{Chapitre}}, {{Article}}, {{Lien web}} et/ou {{Bibliographie}}. Le mode d'édition visuel peut mettre en forme automatiquement les références.
- Insérer une infobox (cadre d'informations à droite) n'est pas obligatoire pour parachever la mise en page.

Pour une aide détaillée, merci de consulter Aide:Wikification.
Si vous pensez que ces points ont été résolus, vous pouvez retirer ce bandeau et améliorer la mise en forme d'un autre article.
Remo Brindisi (né à Rome le 25 avril 1918 et mort à Lido di Spina le 25 juillet 1996) est un peintre italien.

## Biographie
Il étudie à Penne (PE), à l'école d'art Mario dei Fiori, puis à L'Aquila et à Rome, et fréquente aussi l'école d'art d'Urbino.
Au cours de sa vie, il effectue de nombreux voyages d'études, visitant, entre autres, Florence, Paris et Venise, avant de s'installer à Milan.
Reconnu internationalement jusqu'à devenir l'un des peintres les plus cités et les plus remarqués de la peinture italienne du siècle dernier[réf. nécessaire], des établissements d'enseignement ainsi que certaines rues lui sont dédiés en Italie.

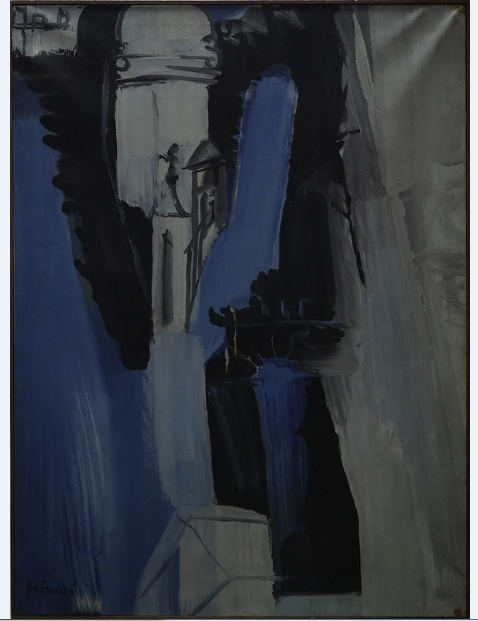
Venise - Remo Brindisi (1950) (Maison Musée Francesco Cristina)

Sa première exposition personnelle remonte à 1940, à Florence : la présentation du catalogue d'exposition a été rédigée par Eugenio Montale. Il a ensuite organisé des expositions personnelles à Paris, Nice, Milan, Venise, Rome, Le Caire et Sao Paulo (Brésil). Cependant, il est resté lié aux Abruzzes où il fut invité en 1960 à la XIe édition du Prix Avezzano - Exposition nationale des arts figuratifs d'Avezzano, avec Stefano Cavallo, Gisberto Ceracchini, Vincenzo Ciardo, Eliano Fantuzzi, Carlo Levi, Giovanni Omiccioli, Michele Rosa, Joseph Franz Strachota, Francesco Trombadori, Antonio Vangelli et d'autres encore.
Il a été président de la Triennale de Milan et a reçu de l'Instruction publique de la République la Médaille d'or du mérite de la culture et de l'art. Il a participé, surtout entre 1940 et 1950, à plusieurs éditions de la Biennale de Venise et de la Quadriennale de Rome.
Célèbre également pour les personnages, les visages et les paysages : les « Venise », les « Opposants », les « Bergers », les « Maternités » sont les thèmes les plus récurrents. Il peint des œuvres à caractère social et politique, parmi lesquelles se distingue le cycle Storia del Fascismo (Histoire du fascisme) (1957-62). Il a aussi créé les symboles portés en procession le Vendredi Saint à L'Aquila.

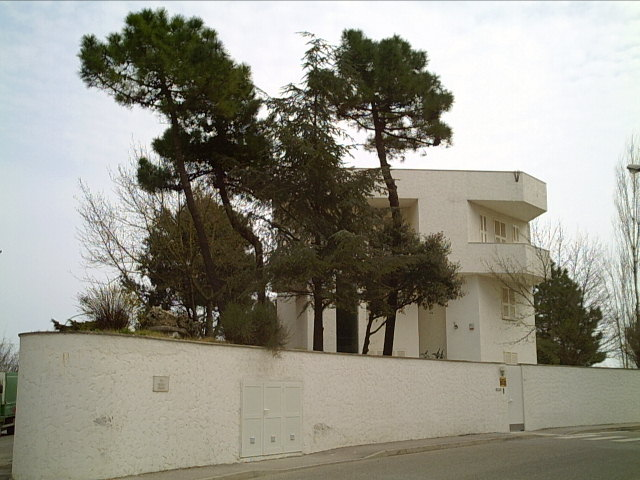
"Museo Alternativo Remo Brindisi"
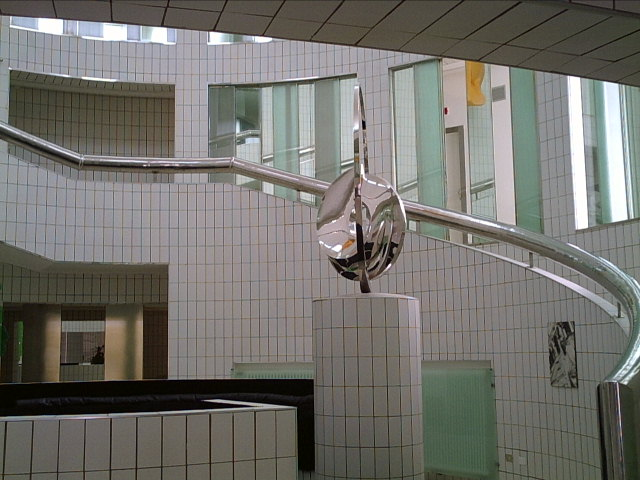

Il fonde un musée d'art moderne à Lido di Spina (construit entre 1971 et 1973 d'après un projet de Nanda Vigo), le déléguant à l'administration municipale de Comacchio grâce à l'intérêt porté par Giglio Zarattini, peintre et homme politique de la ville. Dans le musée, dont la structure interne est en elle-même une œuvre architectonique précieuse, de nombreuses œuvres d'artistes contemporains sont rassemblées. Dans la même période, il reçoit le Prix Spécial Federico Bernagozzi. Pour l'occasion, il réalise 10 portraits d'illustres ferrarais, offerts à la municipalité de Portomaggiore où ils sont conservés et visibles à l'intérieur du Teatro Sociale della Concordia.
Quatre de ses tableaux figurent dans les collections d'art de la Fondation Cariplo : Trois profils, Profils, Venise et un autre Venise. Une autre collection d'art de Brindisi est exposée au MAMeC - Musée d'art moderne et contemporain de Penne.

## Maître du Palio d'Asti
En 1988, la municipalité d'Asti commande à Remo Brindisi la réalisation des deux sendalli pour la fête du saint patron San Secondo.
L'un des deux, selon la tradition, a été offert au saint patron le premier mardi de mai et conservée dans la collégiale de San Secondo.
Le second a été remis au vainqueur de la course du Palio, le troisième dimanche de septembre. Cette édition a été remportée par la municipalité de Moncalvo.